# State Street Corporation
State Street Corporation globalna je holding tvrtka za financijske usluge i bankarstvo sa sjedištem u ulici One Congress Street u Bostonu, a posluje diljem svijeta. To je druga najstarija banka Sjedinjenih Država koja kontinuirano posluje; njezina prethodnica, Union Bank, osnovana je 1792. godine. State Street nalazi se na 15. mjestu ljestvice najvećih banaka u Sjedinjenim Državama po imovini. Jedna je od najvećih tvrtki za upravljanje imovinom na svijetu s 3,9 bilijuna američkih dolara pod upravljanjem i 43,3 bilijuna američkih dolara pod skrbništvom i upravom. To je najveća skrbnička banka na svijetu koja pruža usluge vezane uz vrijednosne papire, a Odbor za financijsku stabilnost smatra je sistemski važnom bankom. Uz BlackRock i Vanguard, State Street se smatra jednim od Velikih tri indeksnih fond menadžera koji dominiraju korporativnom Amerikom.
Kompanija je 2022. godine rangirana na 316. mjestu na ljestvici Fortune 500. Tvrtka se nalazi na popisu banaka koje su prevelike da bi propale koji objavljuje Odbor za financijsku stabilnost. Visual Capitalist je ocijenio trećom bankom u SAD-u po neosiguranim depozitima, s 91,2% depozita koji su neosigurani.
Tvrtka je dobila ime po State Streetu u Bostonu, koja je bila poznata kao "Velika ulica do mora" u 18. stoljeću kada je Boston postao pomorska prijestolnica u procvatu. Logo tvrtke prije je uključivao kliper brod koji je odražavao pomorsku industriju u Bostonu u to vrijeme.